# Núria Rial
Pour les articles homonymes, voir Núria (homonymie) et Rial.
Núria Rial, née en 1975 à Manresa en Catalogne, est une soprano espagnole.

## Biographie
Núria Rial commence ses études musicales supérieures en 1995 au Conservatoire supérieur de musique du Liceu de Barcelone, terminant avec un double diplôme de chant et de piano puis, de 1998 à 2002, elle est membre du Konzertklasse de Kurt Widmer à l'Académie de musique de Bâle, où elle reçoit un diplôme de soliste.
Au cours des dernières années, elle s'est spécialisée dans la musique de la Renaissance et la musique baroque, notamment avec des œuvres de Georg Friedrich Haendel et de Claudio Monteverdi. Son répertoire comprend également des rôles d'opéra de Mozart, ainsi que le lied allemand et des mélodies françaises et espagnoles.
En 2020, elle apparaît comme Dorinda dans Orlando. Elle est programmée pour se produire avec l'Orchestre symphonique de Seattle. Son récital au Palais de la musique catalane, annulé par suite de la pandémie Covid-19, est reprogrammé.

## Distinctions
En 2009, elle remporte le Prix ECHO Klassik pour Jeune Artiste féminine de l'année. En 2012, elle remporte le prix Opera Recording de l'Année, arias de Georg Philipp Telemann accompagnées par le Kammerorchester Basel. En 2021 elle reçoit le Traetta Prize.

## Discographie
Núria Rial a enregistré pour les labels Alpha, DHM, Glossa, Harmonia Mundi, Mirare et Sony.
- Guerrero, Motecta - Musica Ficta, dir. Raùl Mallavibarrena (1997, Cantus)
- Miguel de Fuenllana, Orphenica Lyra 1554 (1999)
- Spanish album (1999, 2CD Glossa)
- Claros y Frescos Ríos, Chants et pièces instrumentales de la Renaissance espagnole (2000)
- Memorial Duke Ellington, concert (2001)
- Corselli, El Concierto Español (2002, Glossa)
- Haendel, Lotario (2004)
- Orphénica Lyra : Música en el Quijote (2004, Glossa)
- Cavalieri, La Rappresentatione di anima e di corpo (2004)
- Bach/Haendel, Cantate BWV 202 ; Tra le fiamme HWV 170  et Concertos - Ricercar Consort, dir. Philippe Pierlot (septembre 2005, Mirare MIR009-2)
- Pergolèse, Stabat Mater (2005)
- Mozart, Le nozze di Figaro (2006)
- Rossi, Oratorio per la Settimana Santa. Cantalupi (2006)
- Roberto Cacciapaglia (it) : Quarto tiempo. (2007)
- Haendel, Riccardo Primo (2007)
- Elemér Balázs Group (de) & Núria Rial: Early Music (2007)
- Haendel, Duetti Amorosi (2008)
- Ave Maria - avec Bell Arte Salzburg, Annegret Siedel (2008)
- Monteverdi, Teatro d'Amore (2008) avec Philippe Jaroussky, Ensemble L'Arpeggiata et Christina Pluhar
- Haydn, Arie per un'Amante (2009)
- Haendel, Süße Stille, sanfte Quelle (2009)
- Via Crucis : Œuvres de Claudio Monteverdi, Tarquinio Merula, Heinrich Biber — avec l'Ensemble L'Arpeggiata et Christina Pluhar (2010)
- Monteverdi, Vespro della Beata Vergine
- Haendel, Athalia (2010)
- Haendel, Judas Maccabæus (2010)
- Rodrigo, L'Œuvre vocale - dir. Antoni Ros Marbá (6CD 2010)
- Telemann, Opera arias DHM (2011)
- Marianne de Martines, cantates : Il Primo Amore DHM (2011)
- Bach Arias - Kammerorchester Basel, Julia Schröder DHM (2013)
- Sospiri d'amanti, Hasse, Fux, Gasparini… - Artemandoline DHM (2014)
- Baroque Twitter : Arias d'Andrea Stefano Fiorè, Vinci, Gasparini, Torri, Albinoni, Hasse, Scarlatti ; Concertos de Dieupart, Mancini et Vivaldi - Nuria Rial, soprano ; Maurice Steger, flûte à bec ; Orchestre de chambre de Bâle, dir. Stefano Barneschi (23-26 juillet 2017, DHM G0100038182802)
- Vocalise. Villa-Lobos, Piazzolla et Bernat Vivancos : Las Cuatro Estaciones Porteñas [« Quatre saisons » pour octuors de violoncelle] ; Bachianas Brasileiras no 5 ; El Cant dels ocells ; Vocal Ice - violoncellistes de l'Orchestre symphonique de Bâle (22-26 janvier 2017, SACD Sony)
- Muera Cupido, Accademia del piacere & Fahmi Alqhai (mars 2019, Deutsche Harmonia Mundi)
- Mother, Nuria Rial, Dima Orsho, Musica Alta Ripa, (2019, Deutsche Harmonia Mundi, 19075936412)
- Human Love, Love Divine (Handel), Nuria Rial, Juan Sancho, Capella Cracoviensis, Jan Tomasz Adamus (2020, Deutsche Harmonia Mundi, Sony Music,19439781602, 575335482020)
- Venice's Fragrance, Nuria Rial, Artemandoline (2020, Deutsche Harmonia Mundi, 19439743812, 57468801)
- Freundliches Glücke, Süsseste Liebe, Nuria Rial, Jan Börner, Il Profondo (2021, Resonando, RN-10014 - 2021)
- Ich Hatte Viel Bekümmernis BWV 21 – Herz Und Mund Und Tat Und Leben BWV 147 (J.S. Bach), Rial, Lehmkuhl, Kristjánsson, Winckhler, Gaechinger Cantorey, Hans-Christoph Rademann (2021, Carus, 83.522)